# モササウルス族
モササウルス族 (Mosasaurini) は、後期白亜紀に繁栄した海生有鱗目のモササウルス科モササウルス亜科の族。本族の属は北アメリカ、ヨーロッパ、アフリカ、オセアニアから産出しており、本族の可能性がある化石はアジアからも産出している。本族に含まれる属にはモササウルス、エレミアサウルス、プロトサウルス、プレシオティロサウルスがいる。歴史的にはさらに包括的であり、プレシオティロサウルス やリオドン、クリダステスといった、一般的には基盤的モササウルス亜科に分類される属を含むこともある。
モササウルス族は高度に派生した肉食性のモササウルス科であり、そこに分類されるプロトサウルスは遊泳速度を向上させる特異的な適応を果たした属であり、モササウルスはモササウルス科の中で最大の属である。

## 形態

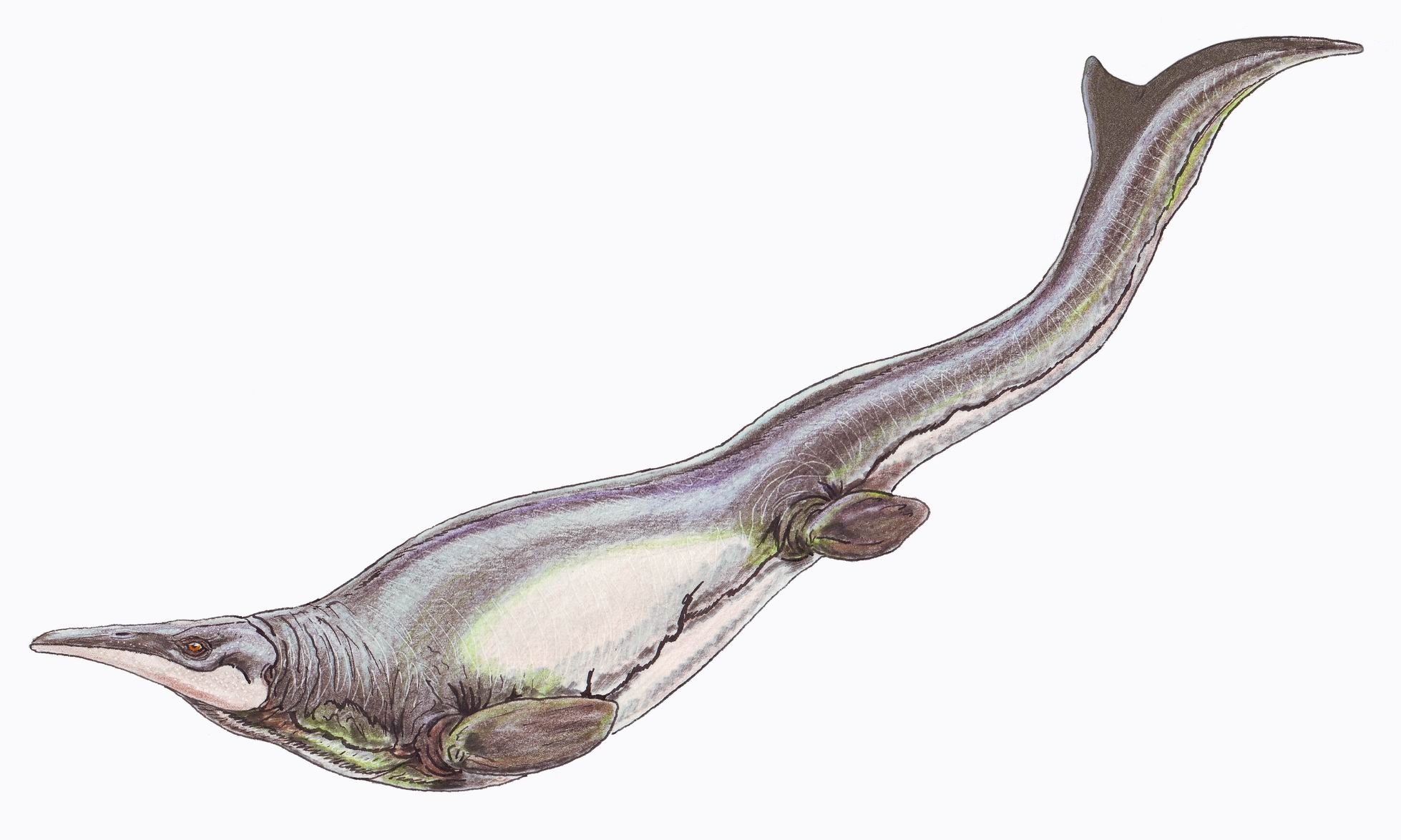
Plotosaurus bennisoni の復元

モササウルス族は派生的モササウルス亜科のモササウルス科爬虫類である。本族には既知のモササウルス科で最大の種である全長12メートルを超えるモササウルス・ホフマニが含まれ、他の大型モササウルス族には全長約8メートルのプロトサウルスやエレミアサウルスおよびモアナサウルス・コノドンや、小型は全長5 - 6メートルのモササウルス・ベアウゲイとモササウルス・ミズーリエンシスなどがいる。
Russell (1967) では、尾椎が12本以下であること、橈骨と尺骨が前腕孔の遠位境界において手根骨により広く分けられることでモササウルス族がまとめられている。プロトサウルスがモササウルス族に分類された際、プロトサウルスが12本の尾椎を持ち、さらに頭骨と尺骨が前腕孔の遠位境界において手根骨の上でほぼ接していることから、この定義は機能しなくなった。ラッセルはプロトサウルスを自身の族であるプロトサウルス族に分類し、さらにティロサウルス族のタニファサウルスもそこへ分類した。しかし近年の系統解析ではこれは支持されていない。
後に提唱された定義は、グロビデンス・ダコテンシスを含まないがモササウルス・ホフマニを含む最も包括的なモササウルス亜科の分類群、という系統に基づく定義である。

## 種と分類
モササウルス族
- モササウルス
  - M. hoffmannii
  - M. missouriensis
  - M. conodon
  - M. lemonnieri
  - M. beaugei
- モアナサウルス
  - M. mangahouangae
- エレミアサウルス
  - E. heterodontus
- プロトサウルス
  - P. bennisoni
  - P. tuckeri（P. bennisoni のシノニムである可能性あり）